# Tobaksrygning
 "Rygning" omdirigeres hertil. For andre betydninger af Rygning, se Rygning (flertydig).
Tobaksrygning er inhalering af røgen fra tobaksvarer.
Rygning af tobak karakteriseres ofte som behageligt og afstressende af tobaksbrugeren, men der er samtidig også opkvikkende egenskaber ved tobaksrygning. Tobaksrøgens indhold af nikotin øger således den menneskelige hjernes præstationsevne på en række områder, bl.a. koncentration, motorik, præcision, fokus og hukommelse. Desuden øger nikotin evnen til indlæring. Af disse grunde er tobaksrygning ofte blevet benyttet som et kærkomment boost til hjernen af studerende ved eksamener, af skakspillere, intellektuelle og kunstnere, samt af forfattere og journalister, der har skullet præstere skriftlige opgaver før en tidsfrist.
På længere sigt har tobaksrygning dog ofte en række helbredsmæssige ulemper, og en del rygere giver i myndighedernes spørgeundersøgelser udtryk for, at de ønsker at holde op. Mange langtidsrygere finder det imidlertid vanskeligt at stoppe rygning, selvom motivationen er til stede, hvilket ofte skyldes abstinenssymptomer, som hjertebanken og koncentrations-besvær. Det lykkes dog for de fleste at stoppe, og der er pr 2019 mere end 1,5 million eks-rygere i Danmark, mens der er ca. 1 million rygere over 15 år.

## Tobaksrøgen
Tobaksrøg indeholder ca. 8.000 forskellige kemiske stoffer, hvoraf ca. 65 er vist at være kræftfremkaldende i forsøgsdyr. Disse stoffer findes dog også i den almindelige byluft, i fødevarer, drikkevarer og i indendørsmiljøer; men der er identificeret fem stoffer, som kun findes i tobaksrøgen, de såkaldte tobaksspecifikke nitrosaminer. Tobaksrøg består af en gas-fase og en partikel-fase, som opfører sig forskelligt.
Sidestrømsrøgen ved cigaretgløden er giftigere end den røg, som rygeren indånder direkte fra den anden ende af cigaretten, hvilket dog ikke har praktisk betydning, da sidestrømsrøgen fortyndes mange tusinde gange i det øjeblik, den blandes med luften i omgivelserne.

## Helbredsforhold
At være mangeårig tobaksryger øger sandsynligheden for en række sygdomme, især lungekræft og blærekræft. Desuden øger tobaksrygning på længere sigt sandsynligheden for hjertekarsygdom, samt sandsynligheden for kronisk obstruktiv lungesygdom (KOL).
Der er til gengæld ingen evidens for, at det er tobakken i sig selv, der er kræftfremkaldende, idet mange års epidemiologiske studier har vist, at langtidsbrug af snus (røgfri tobak) ikke øger sandsynligheden for disse typer kræft.
Rygning under graviditet øger sandsynligheden for fosterskader.
Frekvensen af Parkinsons sygdom er til gengæld mindre end halvdelen hos rygere i forhold til hos ikke-rygere, hvilket formentlig skyldes nikotinen. Rygere har desuden ca. halv sandsynlighed for at få kolitis (tyktarmsbetændelse) og den dødelige hudkræft melanoma  i forhold til ikke-rygere.
Studier af helbredsrisikoen ved tobaksrygning hviler på epidemiologiske studier, dvs. på den sygdomsstatistik, der overordnet viser, at rygere får diagnosticeret visse sygdomme tidligere end ikke-rygere, og andre sygdomme senere. Disse sygdomme kaldes "ryge-relaterede sygdomme". Mekanismen for, hvordan tobaksrygning virker sygdomsfremkaldende, er imidlertid endnu ikke fundet (pr 2017). Man ved således ikke, hvilke stoffer i tobaksrøgen, der forårsager sygdom eller hvordan, og der findes heller ikke en metode, der med sikkerhed kan afsløre, om en ryger er blevet syg af sin tobaksrygning eller af andre årsager.

## Bivirkninger ved passiv rygning
Mange ikke-rygere generes af passiv rygning, typisk irritation af øjne og slimhinder, hoste og hovedpine, samt lugtgener. Se hovedartikel: Passiv rygning

## Tobaksrygning blandt indfødte amerikanere

### Tobak – en hellig plante
Ved verdens skabelse blev tobak skabt for at menneskene kunne ofre en røgelse af planten til universets styrende kræfter. Før pawneerne fik for vane at ryge socialt og for nydelsens skyld, tændte de udelukkende en pibe for at ære magterne i det høje med røgen af tobak.:64  I en af hidatsaernes skabelsesmyter bar det første menneske med ekstraordinære evner en tom pibe, som First Creator beordrede Male Buffalo at frembringe tobak til. Med myten forklarede hidatsaerne deres brug af piberygning under en ceremoni og deres syn på tobak som noget helligt.:298 

### Rygning – en ældgammel skik
Indfødte folk i næsten hele Nord -, Mellem - og Sydamerika, :1  specielt mænd,:300  røg tobak både i forhistorisk tid og senere.:247  Tobakken var ofte blandet med andre planter eller plantedele, som f.eks. bark, for at give den en mildere smag.:71  Folk røg tobak socialt,:246  som en edsafgivelse eller et bindende tilsagn:132  og som en religiøs handling.:246 
I hvert fald nogle indianere inhalerede tobaksrøgen og pustede den ud gennem næsen.:193  Traditionelt frygtede unge hidatsaer for de skadelige følger af daglig tobaksrygning,:131  og de overlod vanen til stammens gamle mænd, der ikke skulle være i fysisk form til jagt og kamp.:49 

### Andre måder at ryge tobak på
Efter navnlig at have røget pibe gennem flere århundreder vandt cigaretrygning frem blandt indfødte folk i USA i starten af 1900-tallet.:71  Pima drenge røg i en tidlig alder, men kun efter at de havde dræbt deres første prærieulv.:119 

### Udbredelsen og følgerne af tobaksrygning
Sidst i 1990erne var rygning mere udbredt blandt indfødte folk i USA end i alle andre befolkningsgrupper.:538 
I tiårs-perioden 2000-2009 var over 40 % af de indfødte på den nordlige prærie rygere (begge køn), mens kun halvt så mange røg i stammerne sydvestpå. Forskellen afspejlede sig i landsdelenes statistikker over lungekræft, hvor præriefolk som crower, siouxer og chippewaer var i fem gange højere risiko for at dø af sygdommen end f.eks. navajoer, apacher og pimaer.:248 

## Læs også
- Rygning i Kina